# Necrópole Israelita
Fachada e portão de entrada.
A Necrópole Israelita, no bairro da Soledade em Belém, é o primeiro cemitério israelita do Brasil. Funcionou entre 1842 e 1915 e possui apenas 28 túmulos.

## Histórico
No século XIX, o catolicismo era a religião oficial do Império do Brasil, o que dava à Igreja Católica consideráveis poderes seculares. Entre outras atribuições civis, os clérigos eram responsáveis pelo registro de nascimentos, óbitos e casamentos, interpretação de testamentos, inscrição de eleitores e composição de mesas eleitorais; e também pela administração de cemitérios. A partir de 1850, ficaram igualmente incumbidos do registro de terras.
A constituição imperial permitia que os seguidores de outras religiões praticassem suas crenças, desde que fosse em âmbito privado. Da mesma forma, proibia a construção de templos não católicos. Na prática, ambas as restrições eram mais ou menos ignoradas ou contornadas pela sociedade, o que fica claro no caso da Necrópole Israelita de Belém. Em 1842, estava em vigor uma lei que permitia a existência de cemitérios particulares por origem nacional, como no caso do Cemitério dos Ingleses, no Rio de Janeiro (1811). Embora os judeus não pudessem ser enquadrados como uma origem nacional estrangeira (sua principal identidade era religiosa), a Igreja paraense parece ter decidido que eles atendiam os requisitos e permitiu a criação de um diminuto cemitério israelita, quase ao lado do Cemitério dos Ingleses em Belém.
Como o espaço para sepultamentos na Necrópole era realmente pequeno, alterações posteriores na legislação sobre cemitérios possibilitou que o Cemitério do Guamá possuísse já desde 1883 uma área exclusiva para sepultamentos israelitas, a qual esteve em atividade até 1969.

## Características
Dos 28 túmulos da Necrópole, 16 não possuem qualquer inscrição. O único túmulo com uma lápide vertical pertence a Alfred Levy, um natural de Erstroff, no departamento francês da Mosela, que morreu em 1872. Há pelo menos três rabinos sepultados no cemitério, sendo Mordecai Hacohen, morto em 1848, o primeiro com data confirmada.